# Võ Thúc Đồng
Võ Thúc Đồng (1914 - 2007) là một nhà cách mạng, chính khách Việt Nam, Ủy viên Ban Chấp hành Trung ương Đảng khóa III, IV, Đại biểu Quốc hội khóa V, VI đã giữ các chức vụ Bí thư Tỉnh ủy Kon Tum, Bí thư Tỉnh ủy Quảng Bình, Bí thư Tỉnh ủy Nghệ An, Đại sứ Việt Nam tại Liên Xô, Chủ nhiệm Ủy ban Nông nghiệp Trung ương, Bộ trưởng Bộ Nông nghiệp, Trưởng ban Nông nghiệp Trung ương cùng các chức vụ quan trọng khác.

## Tiểu sử và sự nghiệp
Võ Thúc Đồng sinh tháng 9-1914 tại xã Thanh Ngọc, huyện Thanh Chương, tỉnh Nghệ An.

### Thời kỳ trước Cách mạng tháng Tám 1945
Khi là học sinh trường Pháp Việt- Thanh Chương, ông đã tham gia vào Hội Xích Sinh, một tổ chức bán vũ trang của Tự vệ Đỏ (còn gọi là Xích vệ) được thành lập trong tầng lớp thanh niên học sinh yêu nước dưới sự lãnh đạo của Đảng.
Tháng 10 năm 1930, Võ Thúc Đồng được đặc cách kết nạp vào Đảng Cộng sản Đông Dương, sinh hoạt tại chi bộ Kim Tinh làng Yên Lạc thuộc liên chi Giáp Tuất, tổng Đại Đồng, là một trong những Ủy viên Thường vụ Đoàn Thanh niên Cộng sản huyện Thanh Chương dẫn đội Tự vệ Đỏ làng Yên Lạc trấn áp Phó tổng Lê văn Dạng ở Lạng Khê.
Khi Tỉnh ủy Nghệ An và Huyện ủy Thanh Chương về đóng tại làng Yên Lạc, Võ Thúc Đồng làm liên lạc và tham gia công việc ấn loát cho cơ quan đảng.
Cuối năm 1931, khi phong trào Xô Viết Nghệ Tĩnh bị đàn áp, ông cùng nhiều đồng chí khác bị chính quyền thực dân Pháp bắt giam ở nhà lao Vinh sau đó bị đày đi nhà tù Lao Bảo rồi ra nhà tù Côn Đảo.
Tại Côn Đảo, đầu tiên ông bị giam ở Banh (nhà lao), đây là trại giam lớn và cổ nhất ở Côn Đảo được thực dân Pháp xây dựng từ năm 1892. Tại nhà giam này, trong thời điểm đó còn có các đồng chí của ông: Lê Hồng Phong, Lê Duẩn, Tôn Đức Thắng, Phạm Hùng, Lê Đức Thọ, Ngô Gia Tự, Lê Văn Lương, Nguyễn Duy Trinh... Suốt 13 năm sống ở " địa ngục trần gian" người chiến sĩ cộng sản trẻ tuổi Võ Thúc Đồng luôn nêu tấm gương bất khuất, trung kiên một lòng với lý tưởng. Bọn cai ngục coi ông là một trong những người tù "cứng đầu" nên đã dùng nhiều nhục hình tra tấn nhưng không khuất phục được người chiến sĩ cách mạng trẻ tuổi.
Tháng 8 năm 1945, Cách mạng Tháng Tám thành công, Côn Đảo được giải phóng. 5 giờ chiều ngày 22-9-1945, Võ Thúc Đồng cùng với gần 2.000 chiến sĩ cách mạng trở về đất liền.

### Từ Cách mạng tháng Tám 1945 đến 1954
Trở về đất liền, theo phân công của Đảng, ông liên tục đảm đương nhiều cương vị công tác quan trọng của Đảng ở nhiều địa phương phía Nam: Tỉnh ủy viên Tỉnh ủy Biên Hòa, Tỉnh ủy Phú Yên; Bí thư Tỉnh ủy Kon Tum (tháng 3 năm 1946).

#### Tham gia quân đội
Đầu năm 1949 khi chiến trường Bình Trị Thiên có những chuyển biến quan trọng. Để tập trung sự lãnh đạo, chỉ đạo kịp thời, ngày 18-4-1949 Bộ Tư lệnh Liên khu IV quyết định thành lập đơn vị chủ lực Trung đoàn 18 làm nòng cốt phát triển chiến tranh nhân dân, đưa cuộc kháng chiến chống thực dân Pháp ở Quảng Bình bước sang một giai đoạn mới.
Trung đoàn 18 có hai tiểu đoàn 436 và 274, 3 đại đội độc lập, 1 đại đội trinh sát, 1 đại đội liên pháo và 2 trung đội công binh. Ông được cử làm Chính ủy Trung đoàn, Phùng Duy Phiên được chỉ định làm Trung đoàn trưởng, Nguyễn Hòa làm Trung đoàn phó.
Lịch sử của Trung đoàn 18 gắn liền với vùng đất Quảng Bình và chiến trường Bình Trị Thiên khói lửa với những chiến công hiển hách suốt những năm chống Pháp và sau này tiếp tục cuộc kháng chiến chống Mỹ cứu nước. Đến nay, nhiều thế hệ cán bộ của Trung đoàn vẫn không quên hình ảnh của ông - người Chính ủy đầu tiên.

#### Lãnh đạo đảng tại Liên khu IV
Tại Đại hội Đảng bộ tỉnh Quảng bình năm 1949, ông được bầu làm Bí thư Tỉnh ủy Quảng Bình.
Đầu năm 1951, do yêu cầu của cách mạng, ông được Trung ương điều ra làm Phó Bí thư Liên khu ủy Liên khu IV, Chủ nhiệm Chính trị Bộ Tư lệnh Quân khu 4. Trong chiến cuộc Đông Xuân 1953-1954 ông còn kiêm Bí thư Ban cán sự, Chính ủy các lực lượng bộ đội tình nguyện ở Mặt trận Trung Lào.
Trong thời gian làm Chính ủy Mặt trận, ông đã cùng với Tư lệnh Khăm Tày chỉ huy lực lượng Liên quân Lào - Việt mở nhiều trận tiến công giải phóng nhiều vùng ở Trung Lào phối hợp với chiến trường chính Bắc Bộ tạo thành thế liên hoàn chiến lược góp phần giành thắng lợi quyết định trong chiến dịch Điện Biên lịch sử. Chính trong thời gian này ông đã đề xuất một vấn đề có tính chiến lược là mỗi tỉnh của Liên khu IV kết nghĩa, giúp đỡ một tỉnh của bạn để xây dựng và củng cố tình đoàn kết chiến đấu đặc biệt Việt- Lào lâu dài.

### Sau năm 1954
Sau ngày hòa bình lập lại ở miền Bắc, cuối năm 1958 Liên khu IV giải tán, đầu năm 1959, ông được điều về làm Bí thư Tỉnh ủy Nghệ An.
Trong một thời gian dài ở Tỉnh Nghệ An (1959 – 1971) ông đã cùng tập thể Tỉnh ủy lãnh đạo quân và dân Nghệ An khắc phục hậu quả chiến tranh, phát triển kinh tế. Trong thời kỳ giặc Mỹ đánh phá miền Bắc, "cán bộ và nhân dân Nghệ An thường xuyên bắt gặp phong thái tự tin, quả quyết của Bí thư Tỉnh ủy Võ Thúc Đồng". Ông có mặt hầu hết các tuyến đường trọng điểm đảm bảo giao thông, kiểm tra từng mố cầu, bến phà, đường kéo pháo vào trận địa. Ngoài lãnh đạo chống chiến tranh phá hoại của giặc Mỹ, ông còn hết sức quan tâm đến việc học tập của con em, việc chữa bệnh cho nhân dân, việc bảo đảm an ninh trật tự xã hội, việc xây dựng phong trào văn hóa, văn nghệ, sử dụng và chăm lo sự phát triển tài năng của trí thức văn nghệ sĩ.
Năm 1960 Ông được bầu là Ủy viên Trung ương Đảng khóa III và tiếp tục được bầu là Ủy viên Trung ương Đảng khóa IV. Ông là Đại biểu Quốc hội khóa V, khóa VI.
Ông được cử làm Đại sứ đặc mệnh toàn quyền của nước ta tại Liên Xô (30/10/1971 - 26/4/1974) sau khi bạn tù Côn Đảo Nguyễn Thọ Chân kết thúc nhiệm kỳ, người kế nhiệm ông là Nguyễn Hữu Khiếu. Cả ba ông trên cương vị Đại sứ đã góp phần thắt chặt quan hệ hữu nghị với nhân dân Liên Xô, tranh thủ có hiệu quả sự giúp đỡ của Liên Xô cho cách mạng Việt Nam.
Sau đó ông chuyển sang làm việc tại Ủy ban Nông nghiệp Trung ương, là cơ quan quan trọng về công tác lương thực và nông nghiệp trong những năm 1970 khi nông nghiệp đóng vai trò rất quan trọng trong nền kinh tế vừa thoát ra khỏi cuộc kháng chiến chống Mỹ, được thành lập trên cơ sở hợp nhất Bộ Nông nghiệp, Bộ Nông trường và Ban Quản lý Hợp tác xã sản xuất nông nghiệp. Chủ nhiệm đầu tiên của Ủy ban là ông Hoàng Anh - Phó Thủ tướng Chính phủ. Ông làm Quyền Chủ nhiệm Ủy ban Nông nghiệp Trung ương từ tháng 4 năm 1974. Ngày 19-11-1974, Quốc hội quyết định bổ nhiệm Võ Thúc Đồng giữ chức Chủ nhiệm Ủy ban Nông nghiệp Trung ương. Năm 1976 Ủy ban Nông nghiệp Trung ương đổi tên thành Bộ Nông nghiệp, ông giữ chức vụ Bộ trưởng kiêm Bí thư Đảng đoàn Bộ (1976 – 30.7.1977), sau đó làm Trưởng ban Nông nghiệp Trung ương (1977 - 1982).
Suốt cuộc đời cống hiến cho cách mạng, Võ Thúc Đồng luôn hoàn thành trọng trách của mình trên các tất cả lĩnh vực chính trị, quân sự, ngoại giao.
Năm 1986 ông nghỉ hưu, sống tại nhà số 5, ngõ 4C, phố Đặng Văn Ngữ, quận Đống Đa, TP Hà Nội.
Ông từ trần hồi 16h57’ ngày 27-3-2007 tại Bệnh viện Hữu nghị - Hà Nội. Nhà nước tổ chức lễ Truy điệu và an táng tại nghĩa trang Mai Dịch, Hà Nội.

## Vinh danh
Ông được Đảng và Nhà nước tặng:
- Huân chương Sao vàng (truy tặng năm 2007[7])
- Huân chương Hồ Chí Minh (năm 1984)
- Huân chương Hữu nghị giữa các dân tộc của Đảng và Nhà nước Liên Xô
- Huân Chương Itxala hạng nhất của Nhà nước CHDCND Lào
- Huân chương Kháng chiến chống Pháp hạng nhất, nhì, ba
- Huân chương Kháng chiến chống Mỹ cứu nước hạng nhất, nhì, ba
- Huy chương Quân kỳ quyết thắng
- Huân chương Chiến sĩ vẻ vang
- Huy hiệu 70 năm tuổi Đảng.